# Голавский, Франц Феликсович
Франц Феликсович Голавский (1866 г., слобода Нехворощ — ?) — дворянин Волынской губернии, меценат.

## Биография
Родился в слободе Нехворощ Барашивской волости Житомирского уезда Волынской губернии. Из потомственных дворян Царства Польского.
19 октября 1886 года в Новоград-Волынском римо-католическом костеле Воздвижения Святого Хреста ксендзом Кжижановским обручены дворянин Франц Голавский , 20 лет, холостой, из слободы Нехворощ с мещанкой Павлиною Адамович, 22 лет, из Андреевич. Оба римо-католического вероисповедания.
Родители жениха: дворяне Феликс и Анна из дома Левковичей Голавские. Родители невесты: мещане Иван и Франчишка из дома Зализков Адамовичи. Свидетелями были: Бенидикт Яндульский и Станислав Голавский.
Молодая семья проживала в Нехворощах и занималась земледелием и скотоводством.
28 ноября 1887 года в Барашивской римо-католической часовне (каплице) крещено дитя по имени Феликс ксендзом Спиридоном Пухальским, викарием Пулинского прихода. Родители ребёнка: дворяне Франц и павлина из дома Адамовичей Голавские их слободы Нехворощ. Восприемниками были: Павел Бонковский с Феликсою Голавского супругою.
В соответствии с указом Сената России за № 50 от 31 декабря 1893 года Голавский Франц Феликсович записан в часть 1 родословной книги дворян Волынской губернии.
27 июля 1896 года в Барашивской римо-католической часовне (каплице) священников (ксендзом) Спиридоном Пухальским, викарием Пулинского прихода (парафии), окрещен ребёнок по имени Иван. Родители ребёнка: дворяне Франц и Павлина из дома Адамовичей Голавские из слободы Нехворощ. Восприемниками были: Станислав Голавский с Мальгоржатой Голавского супругой.
Немного позже в этой семье ещё родились сыновья Томаш и Иосиф.
В соответствии с указом Правительствующего Сената от 19 июля 1908 года сыновья Голавского Франца Феликсовича Феликс и Иван внесены в 1 часть родословной книги дворян Волынской губернии с выдачей свидетельств.
19 сентября 1903 года дворянин Голавский Франц Феликсович сделал добровольное пожертвование Барашивской римо-католической каплице Пулинского прихода в качестве земельного участка собственной земли в размере 5 десятин и 1200 кв. саженей. Стоимость земли оценена по местным ценам самим Голавским в сумме 2000 рублей.
По словам старожилов соседней слободы Вербы за личные средства Голавского Ф. Ф. в 1928 году был разработан проект реконструкции бывшего Барашивского костела Святого Антония.
Однако проект реконструкции не был осуществлен по ряду причин, одна с которых, проведение тотальной коллективизации и усиление атеистической борьбы коммунистической власти против христиан.
Старший сын Голавского Феликс был женат на Францишке из дома Мержвинских и по существующим документам до 1917 года у них было четверо детей: Антоний (28.11.1911), Анна (17.03. 1913), Паулина (06.08.1914) и Каролина (28.01.1916). Сначала это семейство проживало в Нехворощах, потом в колонии Старая Гута Барашивского району, а позже в Житомире.
29 марта 1932 года Голавского Феликса Францевича арестовали по статье 54-10УССР, но через двадцать один день дело приостановили. Вторичный арест состоялся 18 июля 1937 года. Его обвинили в контрреволюционной деятельности. Постановлением тройки при УНКВД Киевской области от 28 августа 1937 года Голавского Ф. Ф. расстреляли 19 сентября 1937 года в Житомире. Реабилитирован в 1962 году.
Сын Томаш был женат на Елене из дома Высоцких и у них было два сына и две дочери: Станислав (01.07.1911), Ян (10.09.1914), Янина (06.01.1913) и Розалия (22.08.1916). Сначала жили в Нехворощи, а затем в колонии Кутузовка Горошковской волости.
Сын Иосиф был женат на Паулине из дома Шишковских и у них был сын Станислав (07.09.1916) и дочь Геновера (03.07.1914).
Судьба второго сына Ивана неизвестна.
Дворянин Голавский Ф. Ф. 28.11.1915 года был свидетелем при венчании в Барашивской римо-католической часовне (каплице) мещанина Вольского Антона Петровича из слободы Веровка Емыльчинской волости и мещанки Камилии из дома Адамовичей слободы Сербиновка Барашивской Волости.
Молодая супруга Вольского А. П. была племянницей Павлины Ивановны, супруги Голавского Ф. Ф..
В начале 60 годов прошлого века Вольский А. П. о слободе Веровка написал рукописи, которые через более чем пятьдесят лет были оформлены в виде электронной книги под названием «Слобода Веровка». Эта книга зарегистрирована в электронном каталоге Житомирской областной универсальной научной библиотеке имени Олега Ольжича.
Родители дворянина Голавского Францы Феликсовича.
Отец: Феликс Станиславович Голавский, дворянин Волынской губернии. Мать: Анна из дома Левковичей Голавская.
Дед: Станислав Голавский. Родился 20.07.1793 года и крещен в церкви Воскресения Христового местечка Брусилов. Его родители: Стефан-Игнатий и Мария Голавские позже проживали в селении Малая Чернявка Брацлавского воеводства. Станислав с сыновьями Фомою-Стефаном, Иосифом,Феликсом, Адамом и Францем были записаны в часть 1 родословной книги Волынской губернии в 1858 году.
Прадед: Стефан-Игнатий Голавский. Сначала с семьей жил в Гурках, а затем в Суслах.
Пра-прадед: Иван Голавский.
Пра-пра-прадед: Андрей, совладелец имения Голашин в Люблинском Воеводстве после смерти в 1670 году отца Маркиана вместе с братьями Иваном, Гаспарием, Викторином и Феофилом стали прямыми наследниками дворянского рода Царства Польского герба Ястршембец.